# بخش آکوبامبییا
منطقه اکوبامبیلا (به اسپانیایی: Acobambilla District) یک سکونتگاه مسکونی در پرو است که در منطقه اوانکاولیکا واقع شده‌است.

## خصوصیات
منطقه اکوبامبیلا ۷۵۸٫۳۲ کیلومترمربع مساحت و ۳٬۵۲۱ نفر جمعیت دارد و ۳٬۷۹۵ متر بالاتر از سطح دریا واقع شده‌است.